# Frédéric Ozanam
Frédéric Ozanam (teljes  nevén  Antoine Frédéric  Ozanam; (Milánó, 1813. április 23. – Marseille, 1853. szeptember 8.)   francia katolikus történész, irodalomtörténész, kultúrtörténeti szakíró, a Sorbonne tanára. 

## Életpályája
Egy lyoni orvos fiaként született. Édesanyja hitének hatására már a helybeli líceumban szembefordult a dogmatikus kereszténységgel. Később J. J. Ampére köréhez tartozott.  Maine de Biran nyomdokain járva, Lacordaire kifejezésével az „aktív vallásosság" szószólója lett a Tribune catholique és az Univers körében. 18 évesen Saint-Simon-ellenes pamfletet adott ki Réflexions sur la doctrine de Saint-Simon ('Megjegyzések Saint-Simon tanítását illetően', 1831) Párizsban jogi végzettséget szerzett. 1833-ban részt vett a Páli Szent Vince Társaság megalapításában.  1841-től középkori irodalom- és kultúrtörténettel foglalkozott. Ideiglenes jelleggel  a Sorbonne világirodalom-professzorává nevezték ki, majd 1844-ben kinevezését véglegesítették. 
Közeli eszmetársa volt az Eötvös Józseffel is levelező Montalambert-nek, továbbá  a L'Avenir köréhez tartozó Lamennais-nak és Lacordaire-nek. 

## Emlékezete
II. János Pál pápa boldoggá avatta 1997. augusztus 22-én a párizsi Notre Dame székesegyházban.

## Főbb művei
- Réflexions sur la doctrine de Saint-Simon ('Megjegyzések Saint-Simon tanítását illetően', 1831)
- Darte et la philosophie catholique au XIII-e siėcle ('Dante és a 13. századi katolikus filozófia', 1839);
- Az Essai sur la philosophie de Dante ('Tanulmány Dante filozófiájáról', 1838);
- Dante et la philosophie catholique au XIII e siécle
- Les poétes franciscains en Italie au XIII' siécle ('Ferences költők a 13. századi Itáliában', 1852),
- Études germaniques ('Német irodalmi tanulmányok', 2 kötetben, 1847-1849)

Történészként inkább J. Michelet egyoldalú romantizmusához, mint Tocqueville-hez állt közelebb, bár az 1848-as forradalmak idején Lacordaire-rel megindított L"ére nouvelle c. folyóiratában a demokrácia és a kereszténység összeegyeztethetőségét szorgalmazta. 
- Études germaniques ,
- Poėtes franciscains en Italie au XIII-e siėcle.